# 西格伦·克劳泽
西格伦·克劳泽（德語：Sigrun Krause，1954年1月28日—），德国女子越野滑雪运动员。她曾代表东德参加1976年冬季奥林匹克运动会越野滑雪比赛，获得女子4×5公里接力铜牌。